# HD177880
HD177880 — хімічно пекулярна зоря спектрального класу A0, що має видиму зоряну величину в смузі V приблизно  9,6.
Вона  розташована на відстані близько 1614,6 світлових років від Сонця.

## Пекулярний хімічний склад
Зоряна атмосфера HD177880 має підвищений вміст 
Cr
.